# HD112014
HD112014 — хімічно пекулярна зоря спектрального класу A0, що має  видиму зоряну величину в смузі V приблизно  5,8.
Вона  розташована на відстані близько 222,2 світлових років від Сонця.